# Nitella
Genre
Nitella est un genre d'algues vertes de la famille des Characeae.

## Biochimie
Après avoir été identifiée pour la première fois chez l'espèce Nitella flexilis, une protéine semblable à celle de la « myosine B » a ensuite aussi été identifiée dans les cellules de la plante aquatique Egeria densa (1979) (avec de l'actine comme principal composant).

## Liste des espèces
Selon AlgaeBase (30 avril 2013) :
- Nitella abyssinica A.Braun
- Nitella acuminata A.Braun ex Wallman
- Nitella africana (A.Braun) Kützing
- Nitella aggregata F.Han & W.Q.Chen
- Nitella allenii K.Imahori
- Nitella alleninda J.S.Zaneveld
- Nitella anhuiensis Y.Y.Li
- Nitella annamalaiensis D.Subramanian
- Nitella annandalei B.P.Pal
- Nitella annularis T.F.Allen
- Nitella arechavaletae C.Spegazzini
- Nitella arthroglochin (C.F.O.Nordstedt) M.T.Casanova
- Nitella asagrayana Schaffn.ex Nordstedt
- Nitella australiensis (Nordstedt ex F.M.Bailey) J.C.van Raam
- Nitella axillaris A.Braun
- Nitella axilliformis K.Imahori
- Nitella axillocarpa J.Groves & E.L.Stephens
- Nitella baronii H.Groves & J.Groves
- Nitella bastinii T.F.Allen
- Nitella beaugleholii (R.D.Wood) J.C.van Raam
- Nitella bicornuta F.S.Han & W.Q.Chen
- Nitella bipartita N.Filarszky
- Nitella blankinshipii T.F.Allen
- Nitella blowiana J.Groves
- Nitella bonaerensis C.Spegazzini
- Nitella borealis F.S.Han & W.Q.Chen
- Nitella brachyclada F.S.Han & W.Q.Chen
- Nitella brevidactyla F.S.Han & W.Q.Chen
- Nitella californica T.F.Allen
- Nitella capillaris (A.J.Krocker) J.Groves & G.R.Bullock-Webster
- Nitella capillata A.Braun
- Nitella capitellata A.Braun
- Nitella cernua A.Braun
- Nitella charoides D.Subramanian
- Nitella clavata Kützing
- Nitella clavatoides M.Guerlesquin
- Nitella claviformis R.Corillion & M.Guerlesquin
- Nitella claytonii M.T.Casanova
- Nitella confervacea (Brébisson) A.Braun ex Leonhardi
- Nitella confusa (R.D.Wood) J.C.van Raam
- Nitella congesta (R.Brown) A.Braun
- Nitella conifera J.Groves & E.Stephens
- Nitella cordobensis E.J.Cáceres
- Nitella cosinensis (G.Stache) Stache
- Nitella crispa K.Imahori
- Nitella cristata A.Braun
- Nitella densa C.C.Jao & Y.Y.Lee
- Nitella devestita G.Stache
- Nitella diffusa A.Braun
- Nitella divaricata J.Groves & E.Stephens
- Nitella dixonii H.Groves & J.Groves
- Nitella doidgeae J.Groves & E.Stephens
- Nitella dolichodactyla F.S.Han & H.L.Fu
- Nitella dregeana A.Braun ex Kützing
- Nitella dualis C.F.O.Nordstedt
- Nitella duthieae J.Groves & E.Stephens
- Nitella elegans B.P.Pal
- Nitella erecta K.Imahori
- Nitella flagellifera J.Groves & G.O.Allen
- Nitella flagelliformis A.Braun
- Nitella flexilis (Linnaeus) C.Agardh
- Nitella forestii J.P.Sinha & M.C.Chaudhary
- Nitella furcata (C.Roxburgh ex A.Bruzelius) C.Agardh
- Nitella gelatinifera (R.D.Wood) R.D.Wood
- Nitella globulifera B.P.Pal
- Nitella globulus G.Stache
- Nitella gloeostachys A.Braun
- Nitella glomerata C.C.Jao & Y.Y.Lee
- Nitella gollmeriana A.Braun
- Nitella gracilens H.Morioka
- Nitella graciliformis J.Groves
- Nitella gracilis (J.E.Smith) C.Agardh
- Nitella gracillima T.F.Allen
- Nitella grandis A.Braun ex Kützing
- Nitella grovesii B.C.Kundu
- Nitella guangdongensis Y.J.Li
- Nitella guangxiensis Y.J.Ling, G.Z.Deng & Z.Li
- Nitella guizhouensis H.L.Fu & F.S.Han
- Nitella haagenii J.C.van Raam
- Nitella habrocoma J.Groves & E.L.Stephens
- Nitella hanyangensis C.C.Jao & Y.Y.Lee
- Nitella haplodactyla W.Q.Chen & F.S.Han
- Nitella havaiensis C.F.O.Nordstedt
- Nitella heterodactyla N.Filarszky & G.O.Allen
- Nitella heteroteles J.Groves & E.L.Stephens
- Nitella hokouensis F.S.Han & W.Q.Chen
- Nitella hookeri A.Braun
- Nitella horikawae K.Imahori
- Nitella hotchkissii D.R.Tindall
- Nitella huillensis (A.Braun & F.Welwitsch) T.F.Allen
- Nitella hupehensis C.C.Jao & Y.Y.Lee
- Nitella hyalina (De Candolle) C.Agardh
- Nitella ignescens A.García
- Nitella imahorii R.D.Wood
- Nitella imperialis (T.F.Allen) R.D.Wood
- Nitella inaequabilis Y.Y.Li
- Nitella inaequalis J.Groves
- Nitella inaequipartita L.B.Liang
- Nitella incerta Krasavina
- Nitella intermedia C.F.O Nordstedt
- Nitella inversa K.Imahori
- Nitella iyengarii M.C.Choudhury
- Nitella jaoi F.S.Han
- Nitella japonica T.F.Allen
- Nitella javanica (A.Braun) J.C.van Raam
- Nitella kamaensis Krasavina
- Nitella kanagambigae D.Subramanian
- Nitella knightiae J.Groves & E.L.Stephens
- Nitella kolachiappensis D. Subramanian
- Nitella lechleri A.Braun ex H.Horn af Rantzien
- Nitella leibergii T.F.Allen
- Nitella leonhardii R.D.Wood
- Nitella leptoclada A.Braun
- Nitella leptodactyla J.Groves
- Nitella leptostachys A.Braun
- Nitella lhotzkyi (A.Braun) A.Braun
- Nitella longicaudata F.S.Han & W.Q.Chen
- Nitella longicoronula C.C.Jao & Y.Y.Lee
- Nitella macounii (T.F.Allen) T.F.Allen
- Nitella madagascariensis Zaneveld
- Nitella mariammai D.Subramanian
- Nitella masoniae (R.T.Wood) M.T.Casanova
- Nitella megacarpa T.F.Allen
- Nitella megaspora (J.Groves) H.Sakayama
- Nitella mexicana T.F.Allen
- Nitella microcarpa A.Braun
- Nitella micronesiaca K.Imahori
- Nitella microphylla A.Braun
- Nitella microteles M.B.Williams
- Nitella minuta T.F.Allen
- Nitella mirabilis O.Nordstedt ex J.Groves
- Nitella moniliformis J.S.Zaneveld
- Nitella monodactyla A.Braun
- Nitella monopodiata J.C.van Raam
- Nitella montana T.F.Allen
- Nitella morongii T.F.Allen
- Nitella mucosa (C.F.O.Nordstedt) J.Groves
- Nitella mucronata (A.Braun) F.Miquel
- Nitella multifera C.C.Jao & Y.Y.Lee
- Nitella multipartita T.F.Allen
- Nitella myriocarpa F.S.Han & W.Q.Chen
- Nitella myriotricha A.Braun ex Kützing
- Nitella nanjingensis F.S.Han & G.X.Wang
- Nitella nenjiangensis W.T.Su & Y.J.Wang
- Nitella nilgherensis D.Subramanian
- Nitella obtusa T.F.Allen
- Nitella ogivalis J.Groves & E.Stephens
- Nitella oligospira A.Braun
- Nitella opaca (C.Agardh ex Bruzelius) C.Agardh (espèce type)
- Nitella orientalis T.F.Allen
- Nitella ornithopoda A.Braun
- Nitella paludigena M.T.Casanova & K.G.Karol
- Nitella paludosa H.L. Fu & F.S. Han
- Nitella papillata F.S.Han & W.Q.Chen
- Nitella partita C.F.O.Nordstedt
- Nitella penicillata A.Braun
- Nitella petchii J.Groves ex N.Filarszky
- Nitella phauloteles J.Groves
- Nitella plumosa A.Braun
- Nitella plurifurcata F.S.Han & H.L.Fu
- Nitella polycephala (A.Braun) Kützing
- Nitella polygyra A.Braun ex Kützing
- Nitella polymorpha F.S.Han
- Nitella praeclara J.Groves & E.Stephens
- Nitella praelonga A.Braun
- Nitella pseudoflabellata A.Braun
- Nitella pseudohyalina F.S.Han & W.Q.Chen
- Nitella pseudopapillata H.L.Fu & F.S.Han
- Nitella pseudotenuissima B.C.Kundu
- Nitella pulchella T.F.Allen
- Nitella pusilla K.Imahori
- Nitella quadriscutulum C.C.Jao & Y.Y.Lee
- Nitella rarissima W.Q.Chen & F.S.Han
- Nitella rasilis H.L.Fu & F.S.Han
- Nitella remota A.Braun
- Nitella reticulata M.B.Williams
- Nitella rigida T.F.Allen
- Nitella robusta G,Stache
- Nitella rosa-mariae N.N. Picelli-Vicentim
- Nitella saharanpurensis G.O.Allen
- Nitella sejuncta K.Imahori
- Nitella sessilis Y.J.Li
- Nitella shandongensis Y.J.Ling, G.Z.Deng & Z.Li
- Nitella shinii K.Imahori
- Nitella sonderi A.Braun
- Nitella sphaerocephala J.Groves
- Nitella spiciformis H.Morioka
- Nitella spinosa K.Imahori
- Nitella stabilis K.Imahori
- Nitella stellaris T.F.Allen
- Nitella stricta K.Imahori
- Nitella struthioptila J.Groves & E.Stephens
- Nitella stuartii A.Braun
- Nitella subglomerata A.Braun
- Nitella subimpressa G.Stache
- Nitella sublucens T.F.Allen
- Nitella subtilissima A.Braun
- Nitella sumatrana N.Filarszky
- Nitella superba B.P.Pal
- Nitella syncarpa (J.L.Thuillier) Kützing
- Nitella szechwanensis F.S.Han
- Nitella tasmanica F.Müller ex A.Braun
- Nitella tenuissima (Desvaux) Kützing
- Nitella terrestris M.O.P.Iyengar
- Nitella thillaiammai D.Subramanian
- Nitella tolypelloides M.M.Picelli-Vicentim
- Nitella transilis T.F.Allen
- Nitella translucens (Persoon) C.Agardh
- Nitella tricellularis (C.F.O.Nordstedt) C.F.O.Nordstedt
- Nitella trichoides F.Han & W.Chen
- Nitella tumida C.F.O Nordstedt
- Nitella tumulosa J.S.Zaneveld
- Nitella tuyamae K.Imahori
- Nitella ungula A.García
- Nitella varians C.C.Jao & Y.Y.Lee
- Nitella vermiformis H.L.Fu & F.S.Han
- Nitella verticillata (N.Filarszky & G.O.Allen ex Filarszky) R.D.Wood
- Nitella vieillardii (A.Braun) H.Sakayama
- Nitella wahlbergiana J.Wallman
- Nitella woodii A.T.Hotchkiss & K.Imahori
- Nitella zeyheri A.Braun ex Kützing

## Publication originale
Agardh, 1824 : Systema algarum. Lundae, Literis Berlingianis, p. 1-312 (texte intégral)